# Усть-Карагол
Усть-Караго́л (рос. Усть-Карагол) — селище у складі Таштагольського району Кемеровської області, Росія. Входить до складу Усть-Кабирзинського сільського поселення.

## Населення
Населення — 17 осіб (2010; 14 у 2002).
Національний склад (станом на 2002 рік):
- шорці — 100 %